# Source d'eau améliorée

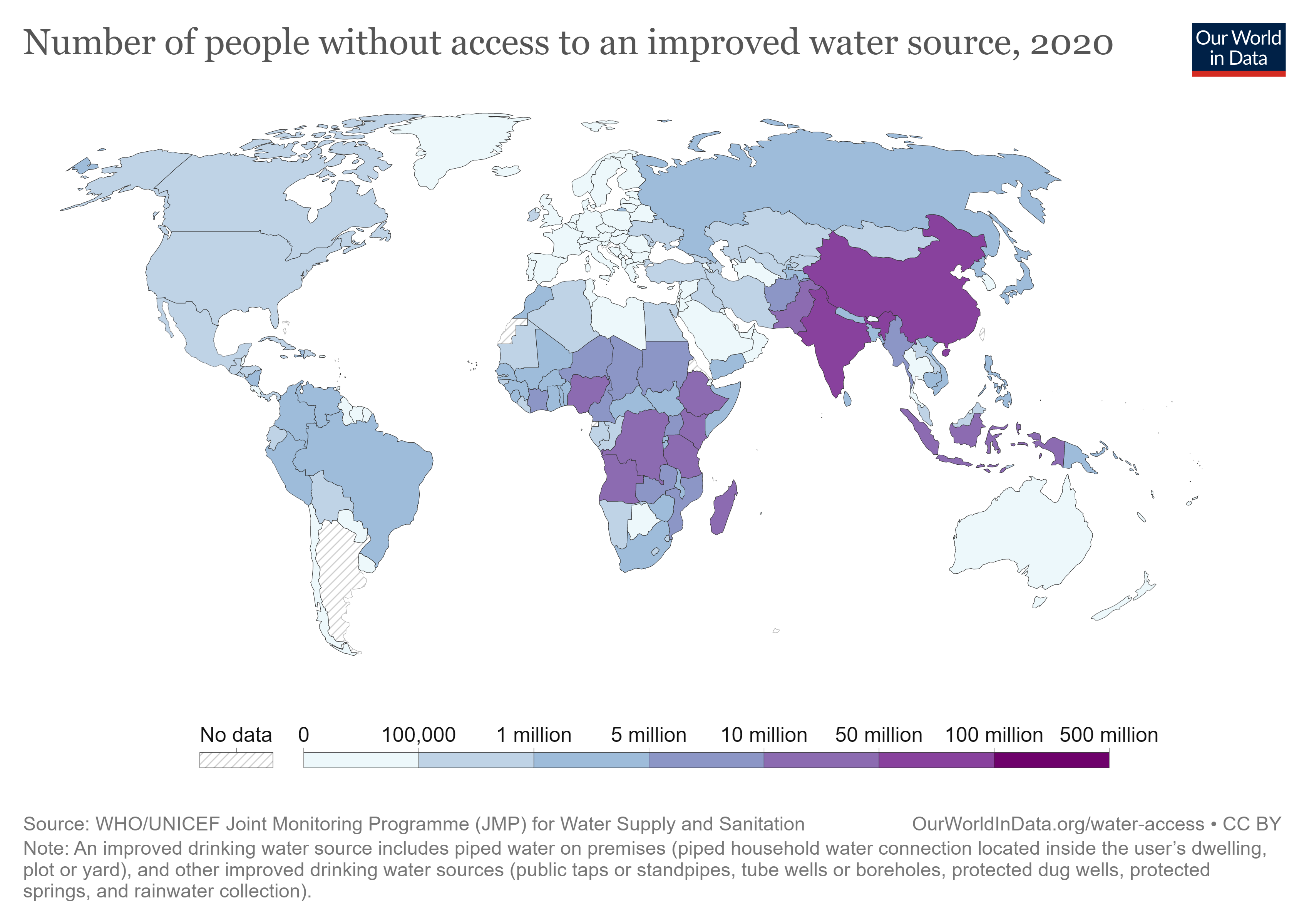
Nombre sans eau améliorée - 2020.

L'accès à une source d'eau améliorée est représenté par le pourcentage de la population ayant un accès raisonnable à une quantité suffisante d’eau provenant d’une source améliorée (tels qu’une prise d’eau ménagère, un réservoir public au sol, un puits, une source, un puits protégé ou des eaux pluviales collectées). L'accès est considéré comme raisonnable lorsque la disponibilité est d'un vingtaine de litres par jour par personne à moins d'un kilomètre du logement.
A contrario d'une source d'eau améliorée, on parle de source d'eau non améliorée lorsqu'il s'agit  de vendeurs, de camions-citernes et de sources ou puits non protégés.